# فلورا آن أرميتاج
فلورا آن أرميتاج (بالإنجليزية: Flora Anne Armitage)‏ (21 أكتوبر 1911، في يوركشاير، إنجلترا - 6 فبراير 1995، في ويبستر ، تكساس) كاتبة سيرة وروائية أمريكية مولودة في إنجلترا.
هاجرت فلورا أرميتاج مع عائلتها في عام 1927 إلى الولايات المتحدة من إنجلترا، وقد استقرت الأسرة في ولاية تكساس. أصبحت مواطنة أمريكية في أبريل 1937 في هيوستن. في عام 1945 انتقلت إلى مدينة نيويورك للعمل في خدمات المعلومات البريطانية (فرع من جهود الدعاية الحكومية البريطانية)،  والتي وظفتها حتى تقاعدها. 
اشتهرت أرميتاج بشكل أساسي بسيرتها الذاتية لعام 1955 عن تي إي لورانس. تمت ترجمة السيرة الذاتية إلى ثلاث لغات. تشمل أعمالها المنشورة ثلاث روايات وقصص قصيرة ومقالات.

## منشورات مختارة
- سيباستيان. جاردن سيتي: دوبليداي وشركاه 1946.
- الصحراء والنجوم: صورة تى إي لورانس. نيويورك: هولت ورينهارت ونستون. 1955.
- دود ، ميد (1963). المخادعون الخمسة. نيويورك؛ رواية تشويق
- تحول السيدة آرثر. نيويورك: دود ، ميد. 1966.